# Grammaire égyptienne
Grammaire égyptienne est un ouvrage posthume de Jean-François Champollion, paru en France en 1836. Son titre complet est Grammaire égyptienne ou Principes généraux de l'écriture sacrée égyptienne appliquée à la représentation de la langue parlée.

## Réalisation
Jean-François Champollion entame l'écriture de sa Grammaire à son retour en France en 1830, mais meurt en 1832 sans avoir pu l'éditer. C'est son frère, Jacques-Joseph Champollion, qui se chargera de son édition en 1836.
Le lithographe bruxellois Marcellin Jobard affirme avoir conseillé à Champollion l'usage de la lithographie pour l'impression de la Grammaire égyptienne. 
L'impression combine lithographie et typographie, avec des procédés de report sur pierre lithographique améliorés par Jules Feuquières, employé par l'atelier lithographique parisien de Charles Motte, qui assure la partie lithographique de l'impression.
Cet ouvrage allait de pair avec le Dictionnaire égyptien en écriture hiéroglyphique également inachevé et publié par son frère à titre posthume en 1841. Le but était de créer une méthode complète d'apprentissage de l'écriture hiéroglyphique.

## Hiéroglyphes
La Grammaire égyptienne de Champollion contient de nombreux hiéroglyphes dans un style assez particulier :

Extrait de la Grammaire égyptienne
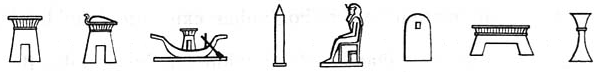
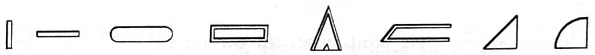
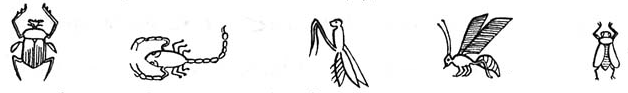
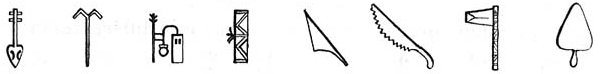
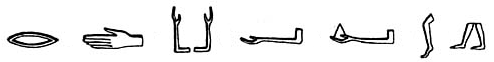
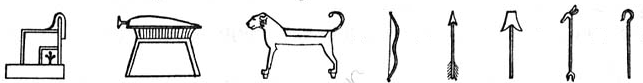
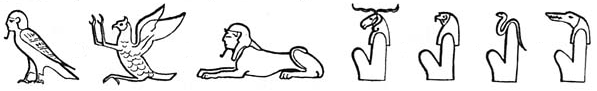
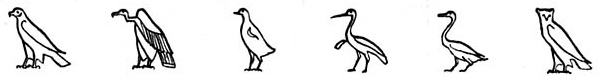
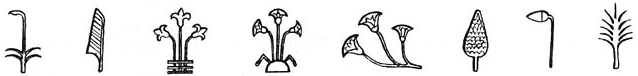
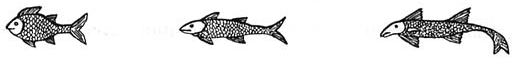
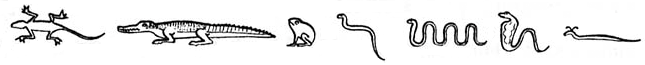
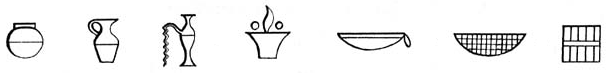
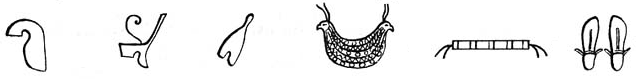

## Éditions
Il existe de nombreuses éditions de cet ouvrage. Notamment :
- Jean-François Champollion, Grammaire égyptienne : ou Principes généraux de l'écriture sacrée égyptienne appliquée à la représentation de la langue parlée, Paris, Firmin-Didot frères, 1836
- Jean-François Champollion, Principes généraux de l'écriture sacrée Égyptienne, Paris, Institut d'Orient, 1984, 555 p. (ISBN 2-905304-00-6)
- Jean-François Champollion, Grammaire égyptienne, Arles, Solin, décembre 1997, 555 p. (ISBN 2-7427-1558-4)
- Jean-François Champollion, Grammaire égyptienne, Arles, Actes Sud, 5 janvier 1998, 555 p. (ISBN 2-7427-1558-4)

## Galerie

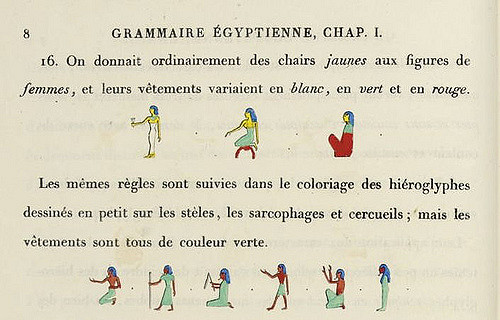
Grammaire égyptienne, chapitre I, p. 8
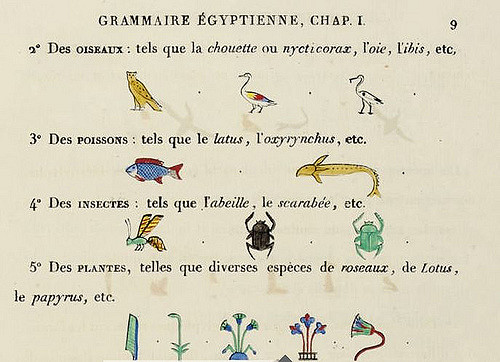
Grammaire égyptienne, chapitre I, p. 9
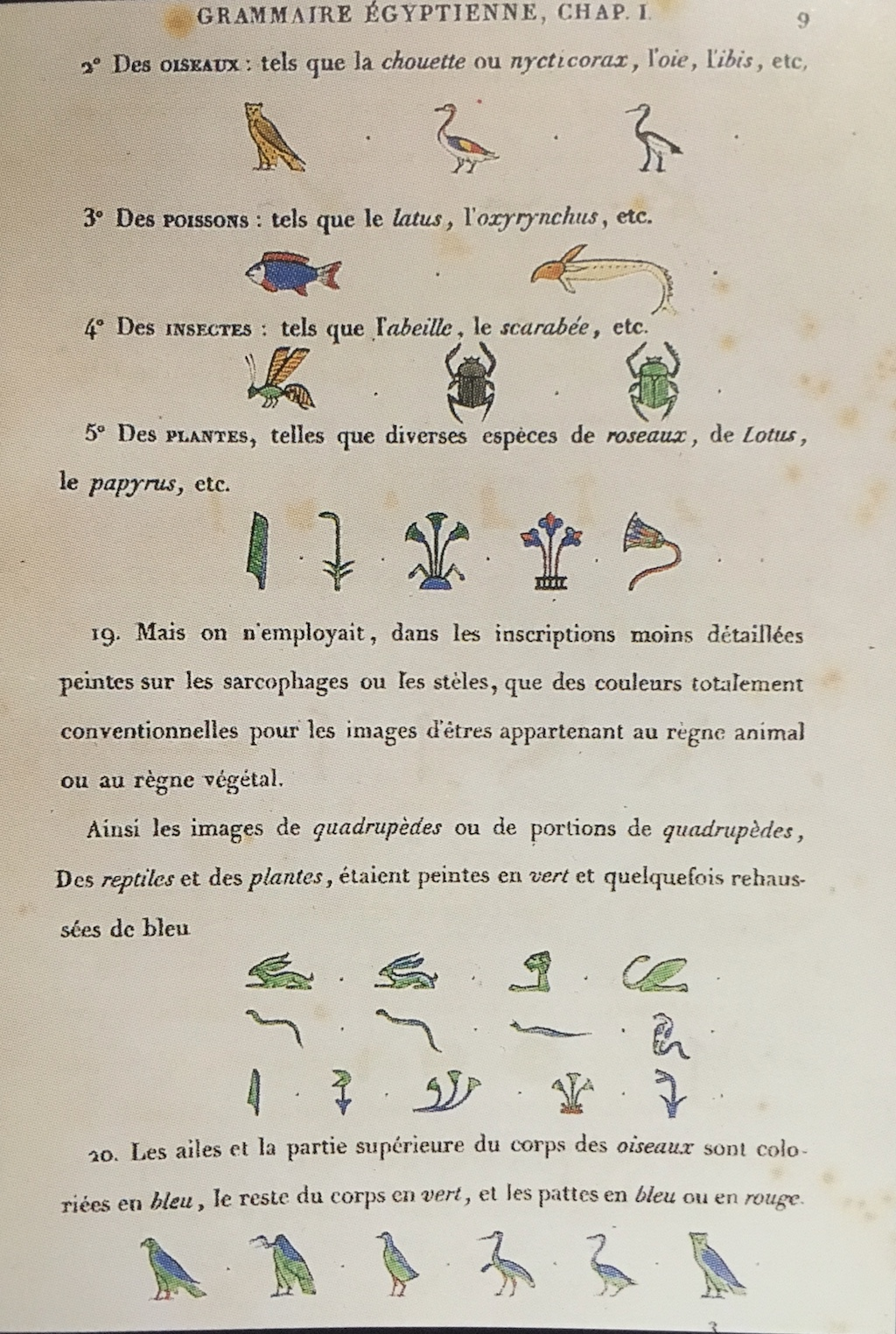
Grammaire égyptienne, chapitre I, p. 9
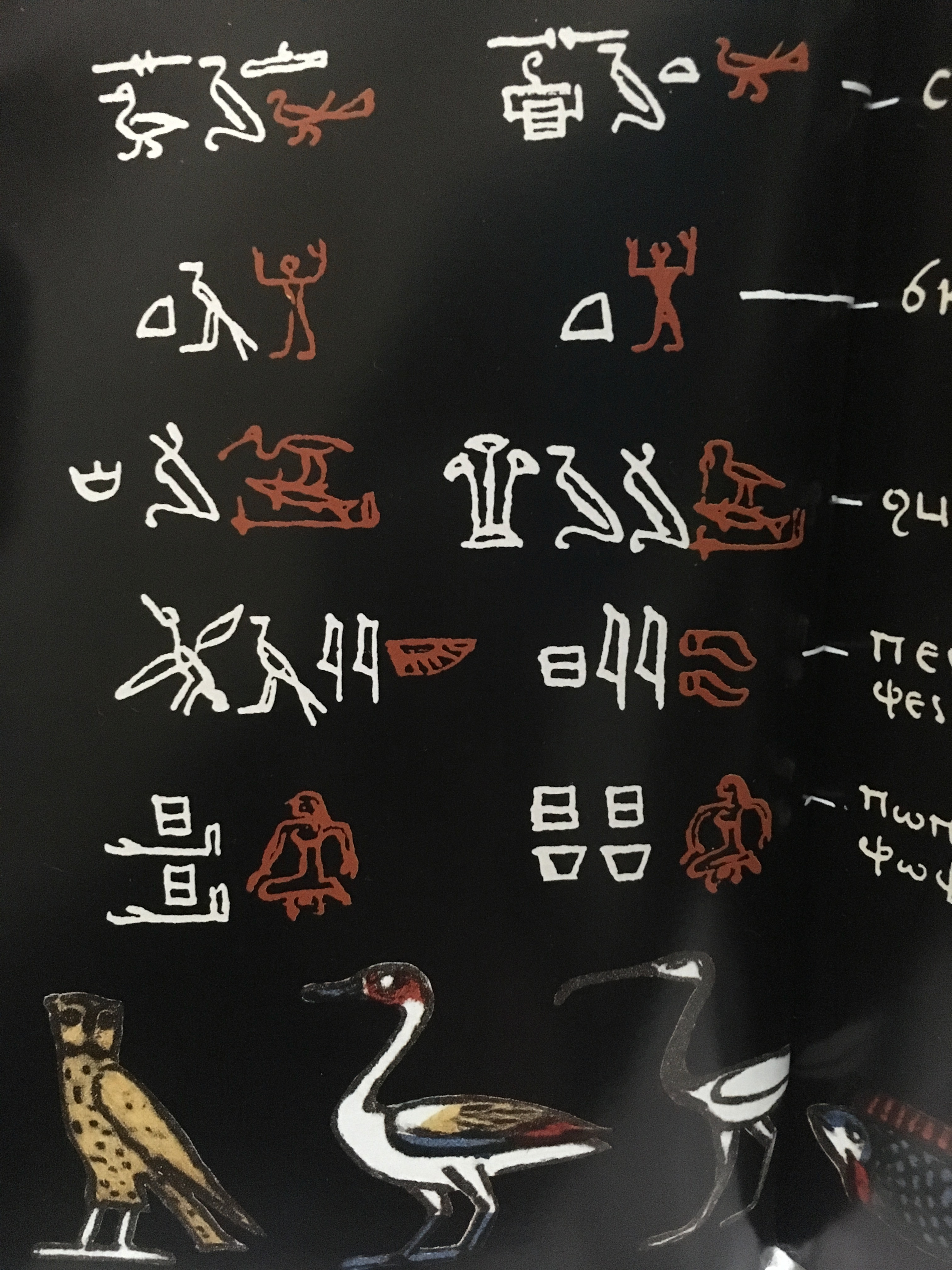
Reproduction des hiéroglyphes de la Grammaire
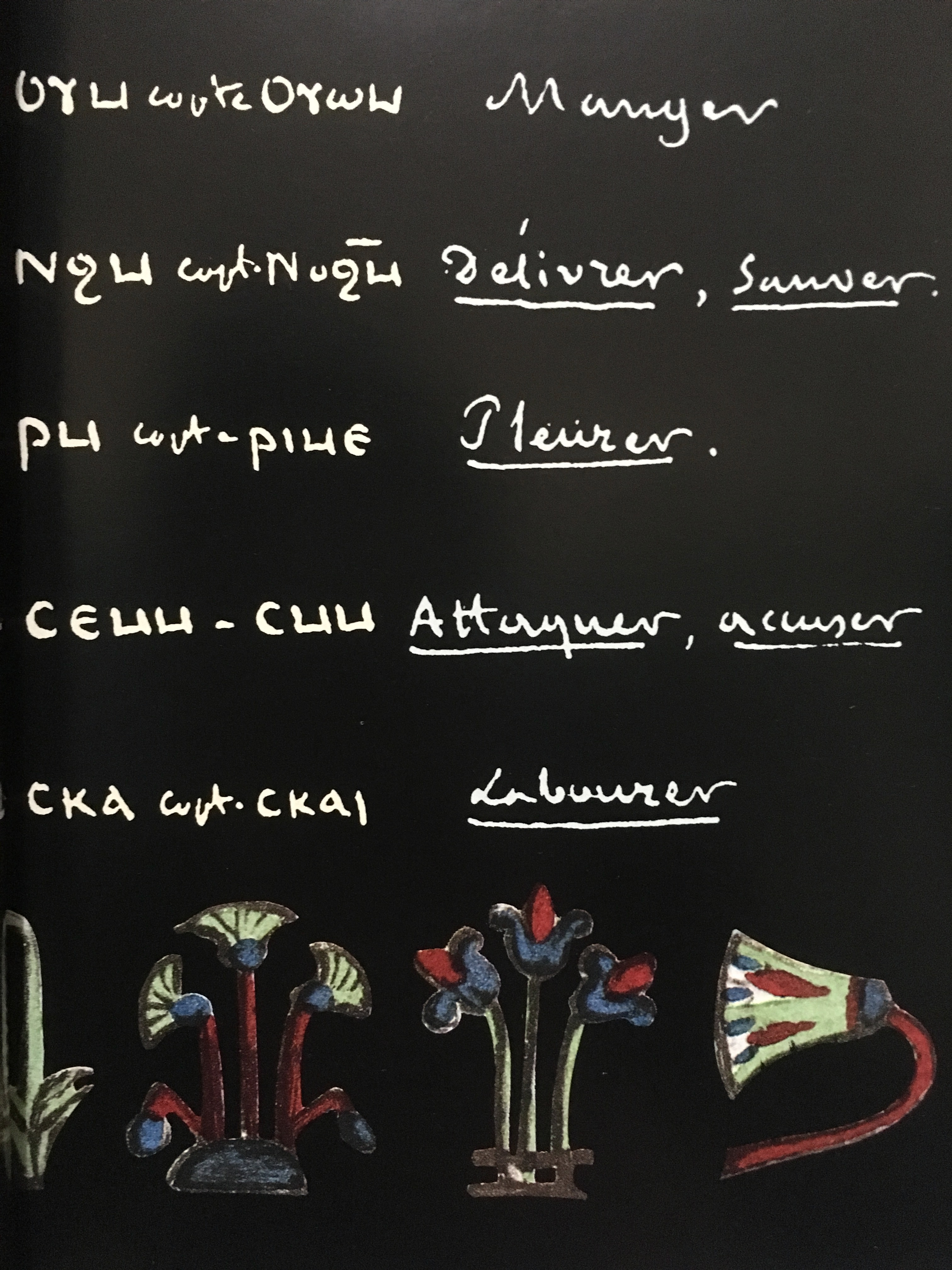
Reproduction des hiéroglyphes de la Grammaire
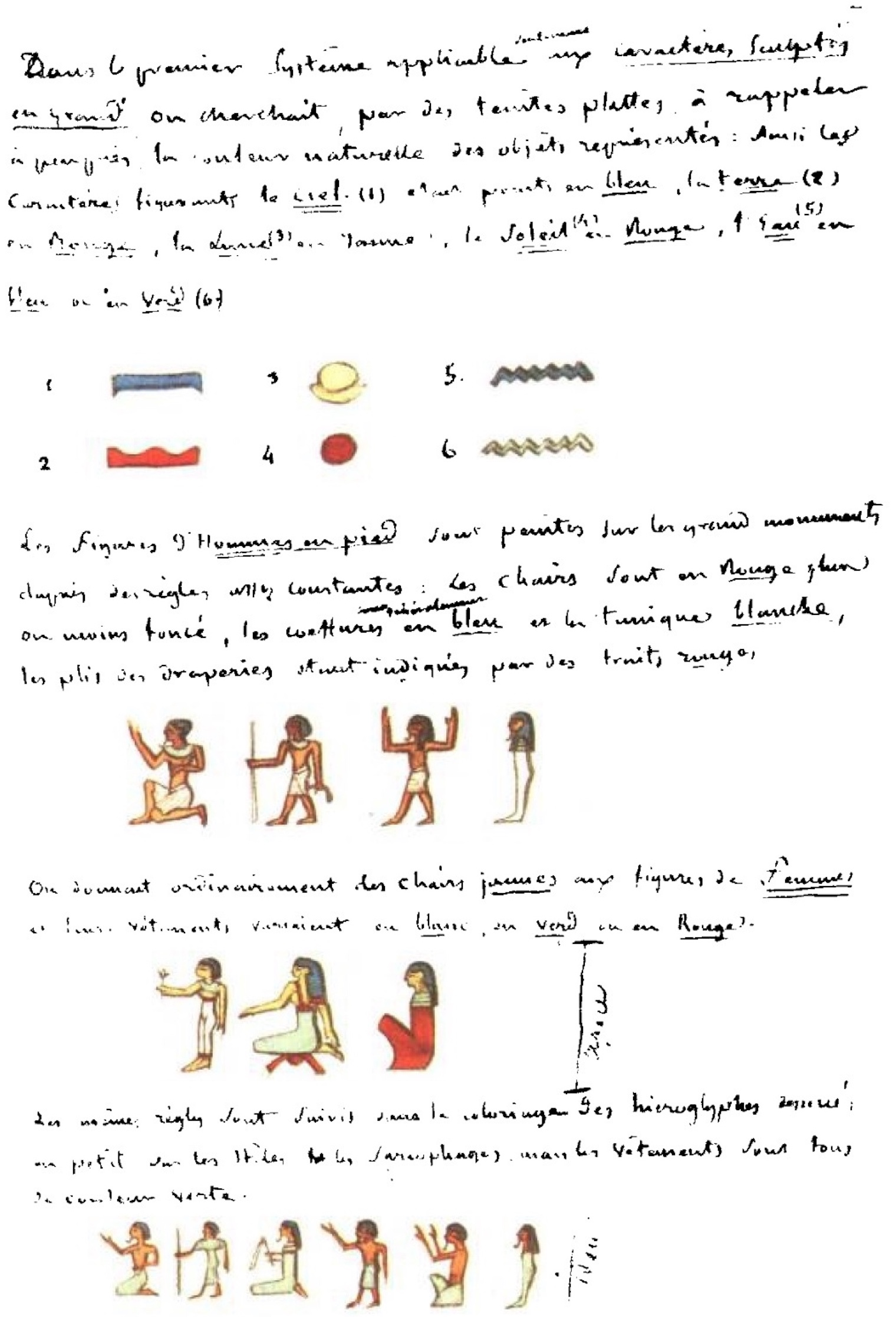
Page manuscrite de Champollion dans la Grammaire